# Volodymyr Maslačenko
Volodymyr Mykytovyč Maslačenko (in ucraino Володимир Микитович Маслаченко?, in russo Владимир Никитович Маслаченко?, Vladimir Nikitovič Maslačenko; Vasyl'kiv, 5 marzo 1936 – Mosca, 28 novembre 2010) è stato un calciatore e giornalista sovietico, di ruolo portiere, campione europeo con la nazionale sovietica nel 1960. Dal 1991 divenne un cittadino ucraino.

## Carriera

### Club
Giocò dal 1953 al 1957 nel Dnipro Dnipropetrovs'k, squadra ucraina. Nel 1957 si trasferì a Mosca, alla Lokomotiv, nella quale vinse il suo primo trofeo, la Coppa dell'URSS. Chiuse la carriera nel 1968, dopo sette stagioni nello Spartak Mosca, con cui si aggiudicò il titolo di Campione sovietico nel 1962 ed altre due Coppe dell'URSS.

### Nazionale
Giocò 8 partite nella Nazionale sovietica, partecipando a due Campionati mondiali, 1958 e 1962, e fu parte della squadra che vinse la medaglia d'oro al campionato europeo di calcio 1960.

### Dopo il ritiro
Dopo il ritiro, avvenuto nel 1968, Maslačenko intraprese l'attività di giornalista ed opinionista sportivo per la carta stampata e la televisione sovietica CT SSSR (ove condusse la pagina sportiva del telegiornale Vremja), continuando a farlo anche dopo la caduta dell'URSS per l'emittente NTV.
È scomparso nel 2010 all'età di 74 anni.

## Palmarès

### Club
- Campionato sovietico: 1

Spartak Mosca: 1962
- Coppa dell'URSS: 3

Lokomotiv Mosca: 1957
Spartak Mosca: 1963, 1965

### Nazionale
- Campionato d'Europa: 1

1960